# Los Varela
Los Varela è una città argentina del dipartimento di Ambato, nella provincia di Catamarca.